# Har Chevron
Har Chevron (hebräisch מוֹעָצָה אֲזוֹרִית הַר חֶבְרוֹן Mōʿatzah Asōrīt Har Chevrōn, deutsch ‚Berg Hebron‘) ist eine israelische Regionalverwaltung israelischer Siedlungen im besetzten Westjordanland. Sie umfasst 15 Siedlungen. Der Sitz der Verwaltung ist in Otni'el.

## Lage
Der Regionalverband Har Chevron liegt in den Judäischen Bergen im Westjordanland, das von Israel als Judäa und Samaria bezeichnet wird. Kirjat Arba ist zwar vom Gebiet der Regionalverwaltung umschlossen, bildet aber eine eigenständige Kommunalverwaltung.

## Geschichte
Israel besetzte im Sechstagekrieg von 1967 das Gebiet der heutigen Regionalverwaltung. Die meisten der israelischen Siedlungen wurden Anfang der 1980er Jahre gegründet. 1983 wurde für sie eine eigene Verwaltungseinheit gegründet.
Seit 2008 liegen drei Siedlungen, Eschkolot, Sansana und Beit Yatir auf der westlichen, israelischen Seite der Sperranlage. Die restlichen Siedlungen befinden sich verstreut zwischen den palästinensischen Autonomiegebieten.

## Gliederung
- 3 Moschaw: → Tabelle der Moschawim
- 11 Gemeinschaftssiedlungen: → Tabelle der Gemeinschaftssiedlungen
- 5 Außenposten: → Liste israelischer Siedlungen

## Einwohner

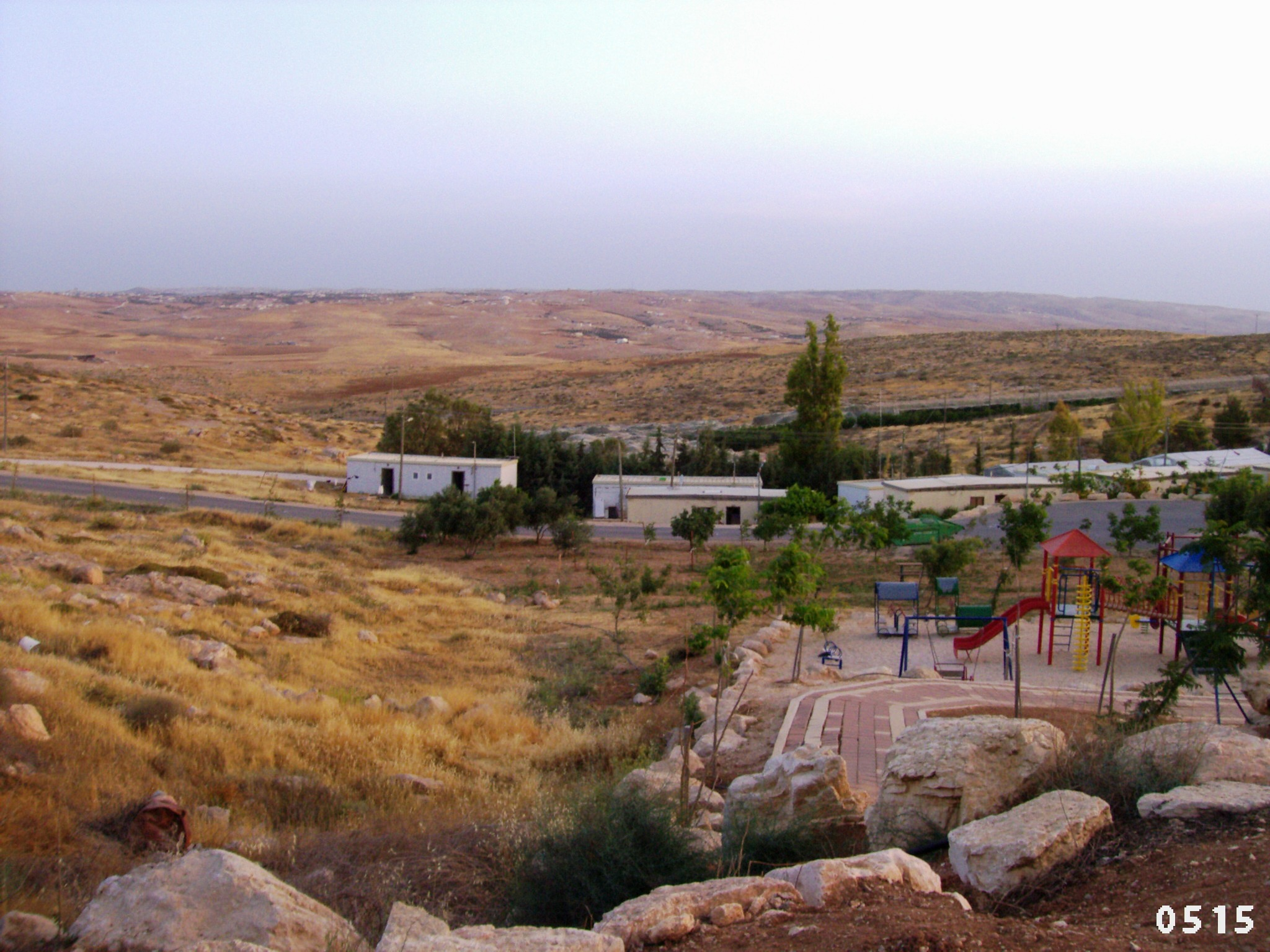
Panorama von Har Hevron

Die Einwohnerzahl beträgt 10.112 (Stand: Januar 2022).
Das israelische Zentralbüro für Statistik gibt bei den Volkszählungen vom 4. Juni 1983, 4. November 1995 und vom 28. Dezember 2008 für die Orte der Regionalverwaltung folgende Einwohnerzahlen an:
| Name         | 1983 | 1995  | 2008  |
| ------------ | ---- | ----- | ----- |
| Adora        | –    | 191   | 248   |
| Beit Chaggai | –    | 240   | 552   |
| Beit Jatir   | 96   | 355   | 469   |
| Eschkolot    | –    | 74    | 578   |
| Karmel       | 71   | 255   | 392   |
| Livne        | –    | 423   | 431   |
| Maale Hever  | –    | 121   | 421   |
| Maon         | 21   | 166   | 417   |
| Negohot      | –    | –     | 194   |
| Otniel       | –    | 315   | 758   |
| Schima       | –    | 189   | 376   |
| Susja        | –    | 282   | 792   |
| Telem        | –    | 83    | 176   |
| Tene Omarim  | –    | 411   | 673   |
| Gesamt       | 188  | 2.865 | 6.133 |